# Kalety (Białoruś)
Niektóre z zamieszczonych tu informacji wymagają weryfikacji.
Dokładniejsze informacje o tym, co należy poprawić, być może znajdują się w dyskusji tego artykułu.
 Po wyeliminowaniu niedoskonałości należy usunąć szablon [[Szablon:Dopracować|]] z tego artykułu.
Kalety (biał. Кале́ты) – wieś na Białorusi, niedaleko Grodna przy granicy z Polską i Republiką Litewską, nad głęboką doliną rzeki Szlamica, która wypływa z podzielonego granicą z Polską jeziora Szlamy do granicznej z Republiką Litewską rzeki Marycha. Leży na Suwalszczyźnie.

## Historia
Wieś królewska ekonomii grodzieńskiej położona była w końcu XVIII wieku w powiecie grodzieńskim województwa trockiego.
W okresie dwudziestolecia międzywojennego w Kaletach stacjonowało dowództwo 3 Kompanii Batalionu KOP „Sejny”. W okresie kampanii wrześniowej, po agresji ZSRR na Polskę, w dniach 21–23 września roku żołnierze Batalionu KOP „Sejny” toczyli ciężkie walki z czołówką Grupy Zmechanizowanej 27 Brygady Pancernej Armii Czerwonej nacierającej na Suwalszczyznę w sile 18 czołgów, 1 samochodu opancerzonego i 1 plutonu ciężkich karabinów maszynowych. W wyniku ciężkich walk, toczących się w okolicach Kalet, Wólki Rządowej i Sopoćkin, wojska sowieckie straciły pięć czołgów i poniosły znaczne straty.

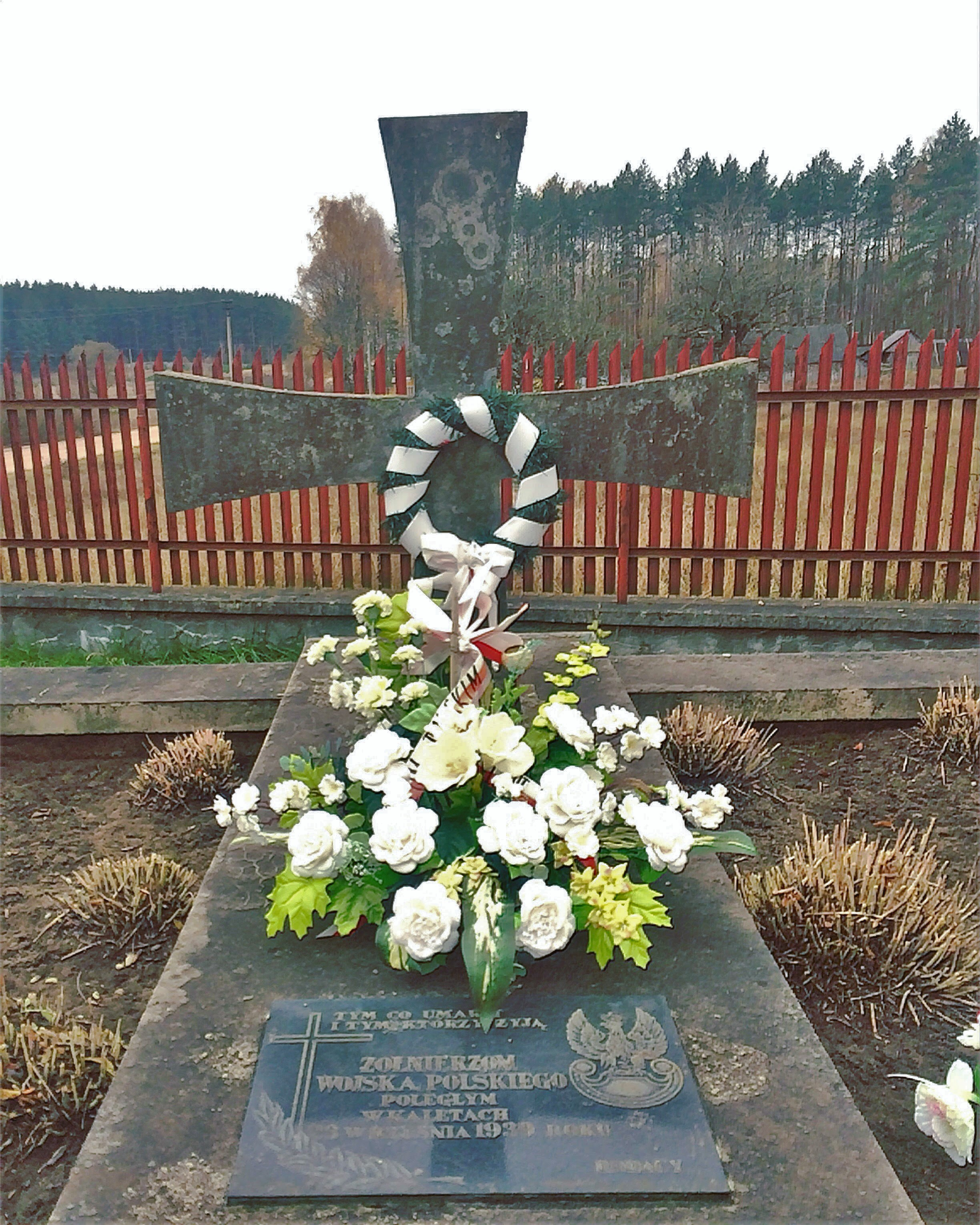
Zbiorowa mogiła żołnierzy Wojska Polskiego w Kaletach

W następnych dniach wojska sowieckie nagle wpadły do Kalet, zaskoczyły odpoczywających żołnierzy polskich cofających się spod Grodna w stronę granicy Litwy i zamordowały ok. 40 żołnierzy, którzy chcieli się poddać. W Kaletach znajduje się wspólna mogiła 40 żołnierzy i oficerów Batalionu KOP „Sejny” poległych w kampanii wrześniowej. Walki w rejonie Kalet i Sopoćkiń pozwoliły części jednostek Samodzielnej Grupy Operacyjnej „Narew” (ok. 3000 żołnierzy) przejść granicę z Litwą i uniknąć niewoli sowieckiej.
W 1989 roku w Kaletach przeprowadzono ekshumację 35 jeńców polskich zamordowanych w 1939 roku przez Armię Czerwoną; wszystkich zabito strzałem w tył głowy. Egzekucja miała miejsce w dniu 22 września 1939 roku; zamordowani jeńcy zostali pochowani przez miejscową ludność w lesie niedaleko wsi. W dniu 1 października 1989 roku szczątki żołnierzy, wydobyte z pięciu mogił, zostały uroczyście pochowane na miejscowym cmentarzu. W mszy polowej i manifestacji z udziałem tysięcy osób z Białorusi, Polski i Litwy wzięli m.in. zastępca przewodniczącego Rady Ochrony Pamięci Walk i Męczeństwa, gen. Czesław Czubryt-Borkowski, i Mieczysław Obiedziński, Konsul Generalny PRL w Mińsku. Władze radzieckie nie wyraziły zgody, by na tablicy przy pomniku było napisane, kto był sprawcą zbrodni.
W 2006 roku jedno ze źródeł białoruskich podało, że 22 września 1939 roku Armia Czerwona rozstrzelała w Kaletach ponad 3000 polskich oficerów i że 15 września 1989 roku w miejscu egzekucji ustawiono znak pamiątkowy.
Miejscowość ta wraz z jej okolicami jest również wymieniana jako jedno z potencjalnych miejsc chowania ofiar obławy augustowskiej.